# Ishi-no-ma-zukuri
Ishi-no-ma-zukuri (石の間造?), también llamado  (権現造 gongen-zukuri?), yatsumune-zukuri (八棟造?) o miyadera-zukuri (宮寺造?), es un estilo arquitectónico de un complejo santuario sintoísta donde el haiden o sala de culto y el honden o santuario principal, están interconectados mediante el heiden en forma de "H" bajo un mismo techo.

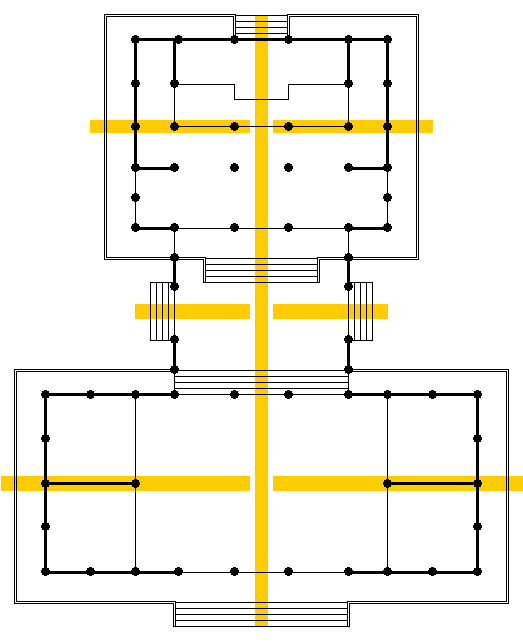
Santuario japonés con un estilo ishi-no-ma-zukuri, también llamado gongen-zukuri. De arriba abajo:honden, ishi-no-ma y haiden. En amarillo las crestas de los tejados.

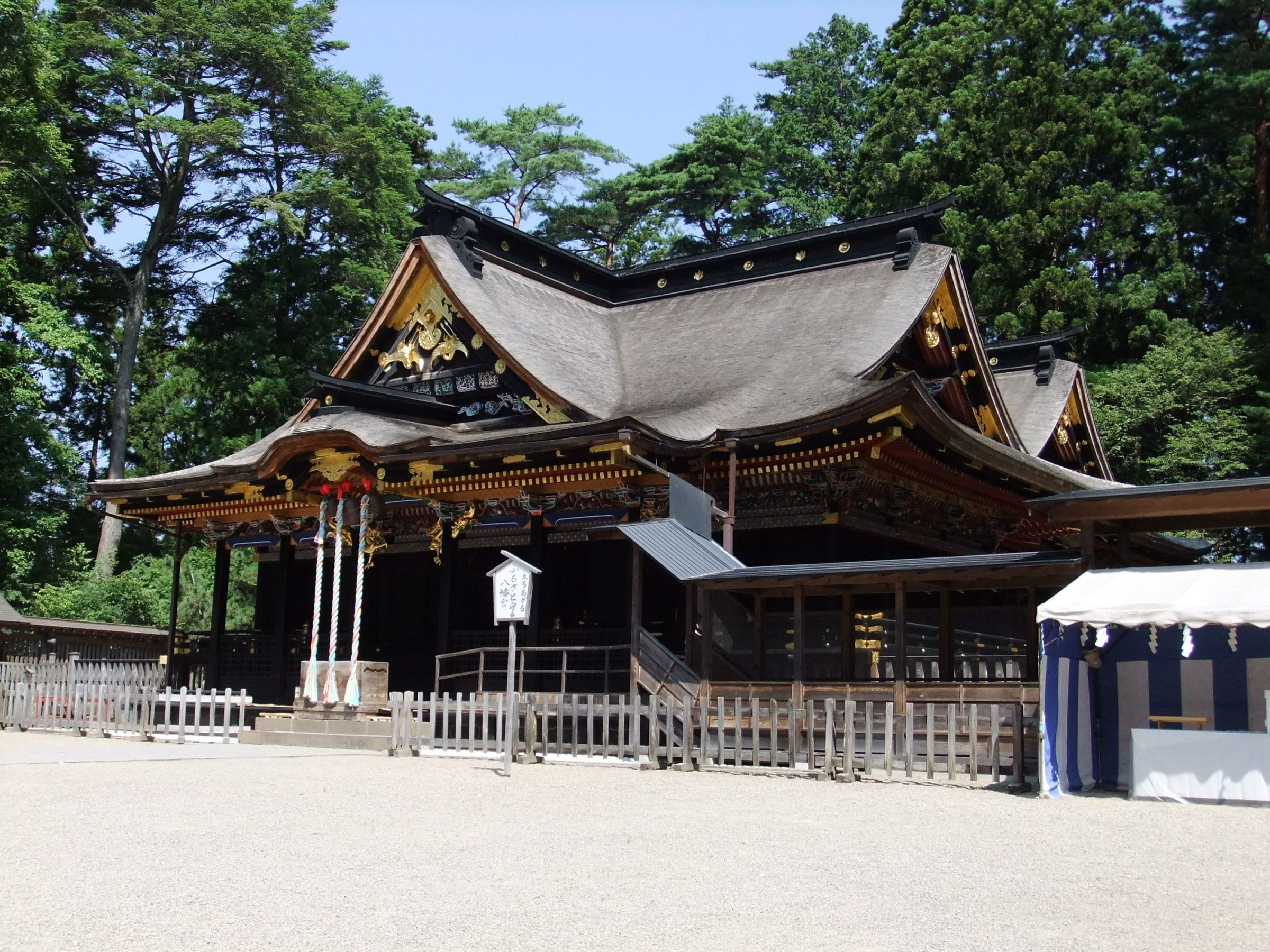
Haiden de Ōsaki Hachimangū en Sendai.

El edificio o pasaje intermedio también es llamado ai-no-ma (相の間?), ishi-no-ma (石の間 sala de piedra?) o chūden (中殿 sala intermedia?). El suelo de cada uno de las tres salas puede estar a diferente nivel. Si el ai-no-ma está pavimentado con piedras, se llama ishi-no-ma', de donde proviene el nombre del estilo. Sin embargo, también se puede pavimentar con tablas o tatami. Su ancho es a menudo el mismo que el del honden, teniendo una proporción con el haiden  de uno a tres ken. 
Este estilo, más que la estructura de un edificio, define la relación entre las estructuras de las partes de un santuario sintoísta. Cada parte puede pertenecer a un estilo arquitectónico particular. Por ejemplo, el honden y el haiden en el  Ōsaki Hachimangū  ( 幡 saki Hachiman-gū?) son de una sola planta, edificios irimoya-zukuri. Por estar conectados por un pasaje ishi-no-ma y estar cubiertos por un solo tejado, el complejo está clasificado como perteneciente al estilo ishi-no-ma-zukuri.
El nombre gongen se deriva de Tōshō Daigongen ("Gran Avatar de la luz de oriente"), título del primer shōgun del período Edo Tokugawa Ieyasu (1542-1616). Gongen está relacionado con gonge, que se refiere a un ser reencarnado. Ieyasu expresó el deseo de ser deificado después de su muerte, siendo erigido su mausoleo en el Nikkō Tōshō-gū de Nikkō. Al estilo arquitectónico adoptado en este santuario se conoció como gongen-zukuri. Uno de los ejemplos más antiguos se encuentra en el Kitano Tenman-gū en Kioto y otro en el Ōsaki Hachimangū de Sendai.
Es de destacar que el término gongen-zukuri puede hacer referencia a cualquier estilo de santuario caracterizado por una ornamentación elaborada.